# Irndorf
Irndorf es un municipio alemán perteneciente al distrito de Tuttlingen, en el estado federado de Baden-Wurtemberg. Está ubicado en el centro del parque natural del Danubio Superior entre el valle septentrional del Danubio y el Heuberg.